# Pro MX-5
De Pro MX-5 of MX-5 Cup is een professioneel wegrace kampioenschap dat georganiseerd wordt door de SCCA. De MX-5 Cup bestaat sinds 2006. Het seizoen bestaat uit 8 races die gehouden worden op belangrijke race evenementen. Een race duurt 45 minuten en er is een rollende start.

## De auto
Alle coureurs rijden met dezelfde staandaard Mazda MX-5 NC. Ze gebruiken niet de standaard versnellingsbak maar een close ratio versnellingsbak. Voor de veiligheid zit er op de auto een rolkooi en een automatische brandblusser. Een andere veiligheidsmaatregel is dat de motor automatisch uitgaat als er brand is. Alle auto's rijden op Kumho banden.